# Нижнеполевской сельсовет
Нижнеполевской сельсовет — упразднённые административно-территориальная единица и сельское поселение в Шадринском районе Курганской области Российской Федерации.
Административный центр — село Нижнеполевское.
С 23 декабря 2021 года Законом Курганской области от 10.12.2021 № 140 муниципальный район был преобразован в муниципальный округ, в административном районе упразднён сельсовет.

## История
Статус и границы сельского поселения установлены Законом Курганской области от 4 ноября 2004 года № 746 «Об установлении границ муниципального образования Нижнеполевского сельсовета, входящего в состав муниципального образования Шадринского района».

## Население
| 1989 | 2002  | 2004  | 2010 | 2012 | 2013 | 2014 |
| ---- | ----- | ----- | ---- | ---- | ---- | ---- |
| 1243 | ↘1161 | ↘1133 | ↘860 | ↘828 | ↘775 | ↘755 |
| 2015 | 2016  | 2017  | 2018 | 2019 | 2020 |      |
| ↗760 | ↘754  | ↘744  | ↘720 | ↗721 | ↘712 |      |

## Состав сельского поселения
| № | Населённый пункт | Тип населённого пункта       | Население |
| - | ---------------- | ---------------------------- | --------- |
| 1 | Назарова         | деревня                      | ↗8        |
| 2 | Нижнеполевское   | село, административный центр | ↘345      |
| 3 | Соровское        | деревня                      | ↘351      |
| 4 | Чернякова        | деревня                      | ↘156      |